# Riaz
Riaz (frp. Riyâ, hist. Zum Rad) – gmina (fr. commune; niem. Gemeinde) w Szwajcarii, w kantonie Fryburg, w okręgu Gruyère. 

## Demografia
W Riaz mieszka 2 815 osób. W 2020 roku 17,2% populacji gminy stanowiły osoby urodzone poza Szwajcarią.

## Transport
Przez teren gminy przebiegają autostrada A12 oraz drogi główne nr 12 i nr 192. 